# Anton Hollich
Anton Hollich (* 1960 in Vladimirescu, Volksrepublik Rumänien) ist ein deutscher Orchestermusiker, Arrangeur und Musikpädagoge. 2012 wurde er mit dem Wissenschaftspreis Exzellenz in der Lehre des Landes Hessen und der Hertie-Stiftung ausgezeichnet.

## Leben und Wirken
Hollich wurde 1960 als Sohn des Kapellmeisters Anton Hollich sen. geboren, der ihm musikalische Grundkenntnisse auf dem Akkordeon beibrachte. Im Alter von 14 Jahren widmete er sich am Arader Musikgymnasium (Lyzeum) dem Studium der Klarinette. Ab 1978 leitete er eine Blaskapelle in Vladimirescu. Nach seinem Gymnasiumsabschluss lehrte er an derselben Schule Klarinette und spielte in der Arader Philharmonie. 1983 reiste er nach Deutschland aus.
Sein Studium absolvierte Hollich von 1983 bis 1990 an der Musikhochschule München bei Josef Schelb.
Danach wurde er Soloklarinettist der Baden-Badener Philharmonie und wechselte 1990 als Bassklarinettist zum SWR Sinfonieorchester Baden-Baden und Freiburg.
Nach Lehraufträgen am Hermann-Zilcher-Konservatorium Würzburg und Professur-Vertretungen an den Musikhochschulen Mannheim, Freiburg sowie Frankfurt wurde er 2016 zum Honorarprofessor an der Hochschule für Musik Freiburg ernannt.
Anton Hollich ist nicht nur Pädagoge, sondern auch Musiker und Arrangeur. Er ist in der klassischen Musik (SWR-Sinfonieorchester Baden-Baden/Freiburg), der Kammermusik (Augusta-Ensemble), der Salonmusik (Salonorchester Baden-Baden), der Promenadenmusik (CD „Klarinettenzauber“), Solo-Aufnahmen mit dem SWR-Rundfunkorchester und der Tanzmusik (eigene Band „Die Rosenkavaliere“, CD „Mitten im Leben“) ebenso zu Hause wie in der Blasmusik. Bei Ernst Hutter und den Egerländer Musikanten zeigt Anton Hollich sein virtuoses Klarinettenspiel.

## Auszeichnungen
- 2012 erhielt er den Hessischen Hochschulpreis für Exzellenz in der Lehre.
- 2012 wurde er von der Frankfurter Allgemeinen Zeitung unter den „12 Leuten des Jahres 2012“ aufgenommen.
- 2013 erhielt er den Donauschwäbischen Kulturpreis des Landes Baden-Württemberg.